# イトーヨーカドー古河店
イトーヨーカドー古河店（イトーヨーカドーこがてん）は、かつて茨城県古河市雷電町に存在したイトーヨーカ堂運営の総合スーパー。

## 概要
1976年5月に開業。その後増築され、閉店時点では地上4階建てで、1・2階に店舗、3・4階と屋上が駐車場となっていた。店舗面積は15,291平方メートル、売場面積は約8,100平方メートル。古河市で2番目に大きな商業施設であった。
2019年2月17日に閉店、約43年の歴史に幕を閉じた。店舗周辺の顧客ニーズに対して、ハード・ソフト共に対応することが難しくなったため、閉店を決定したという。
店舗跡には2020年7月30日、ショッピングセンターあかやまJOYが開店した。

## 施設
閉店前時点での構成は以下の通り。
- 1階 - 食品・生活用品と紳士服・服飾ファッションのフロア
  - ポッポ
  - 茶舗 大島園
  - アイメガネ
  - クリーニング太洋舎
  - JTB
- 2階 - 婦人・子供・肌着と暮らしのフロア
  - 宮脇書店
  - ザ・ダイソー
  - スタジオアリス
  - プレイランドジャンボリー（ゲームコーナー）
- 駐車場 - 914台（立体駐車場642台、平面駐車場272台）

## アクセス
- 東日本旅客鉄道（JR東日本）宇都宮線 古河駅から徒歩10分
- 古河市循環バスぐるりん号 - 西コース「ヨーカドー前」下車（閉店後「東二丁目」に改称）